# مختبر علوم الفضاء
الخزان الموجود في منشأة بحوث الطفو بمختبر علوم الفضاء (SSL)
شعار مختبر علوم الفضاء
يعد مختبر علوم الفضاء (SSL) جزءًا من قسم الهندسة الفضائية الجوية ومدرسة إيه جيمس كلارك في جامعة ميريلاند في كوليج بارك، ميريلاند. ويتمحور مختبر نظم الفضاء حول منشأة بحوث الطفو المحايدة 50-قدم-diameter (15 م)25-قدم-deep (7.6 م) خزان مياه يتم استخدامه لمحاكاة بيئة الجاذبية الصغرى في الفضاء. ونظرًا لأنه لا يوجد سوى هذه المنشأة في الجامعات، فإنه يتم استخدام خزان الطفو المحايد بميريلاند للبحوث الجامعية وبحوث الدراسات العليا في مختبر النظم الفضائية. تركز بحوث نظم الفضاء على الروبوتات الفضائية، والعوامل البشرية، وتطبيقات الذكاء الاصطناعي، والأسس التي تقوم عليها محاكاة الفضاء. ويجرى حاليًا اختبار خمسة روبوتات، تشمل روبوت رينجر، وهو روبوت تصليح فضائي بأربعة أذرع، وهوائي قيادة فضائي على قاعدة متوسطة (SCAMP)، ومنصة كاميرا تصوير تحت الماء بست درجات حرية حركة. وقد تم تمويل رينجر من قبل وكالة ناسا بدايةً من عام 1992م، وقد كان دليلاً على خدمة الساتلات المدارية. ولم تكن وكالة ناسا قادرةً على إظهاره لإطلاقه، كما تم سحب تمويل البرنامج عام 2006م تقريبًا. على سبيل المثال، استمرت أعمال تطوير الروبوت رينجر بمختبر علوم الفضاء وإن كان بوتيرة أبطأ؛ وتم استخدام رينجر لشرح تقنيات الخدمة الروبوتية لبعثة هابل الخدمية الروبوتية المقترحة الخاصة بوكالة ناسا.

## معلومات تاريخية
تأسس نظم مختبر الفضاء في معهد ماساتشوستس للتقنية في عام 1976م، على يد أعضاء هيئة التدريس رينيه ميلر وجي دبليو مار. وقد أدت دراسات المختبر لتقنيات البناء الفضائية التي أجريت في مرحلة مبكرة إلى تجربة الطيران الخاصة إي إيه إس إي (التجميع التجريبي للهياكل في إيفا) التي حلقت في مكوك الفضاء إس تي إس-61-بي (STS-61-B) عام 1985م.
وفي عام 1990م، نقل مدير المختبر الدكتور ديف أكين المختبر إلى جامعة ميريلاند. وقد تم الانتهاء من منشأة بحوث الطفو المحايد، أو إن بي أر إف عام 1992م. وتشمل المشاريع الحالية بذلة الفضاء إم إكس-2 (MX-2)، وهي بذلة فضاء مبسطة للطفو يتم استخدامها في أبحاث إيفا؛ وقفاز يعمل بالطاقة، وهو نموذج أولى لقفاز بذلة فضاء ميكانيكي يساعد على تقليل إرهاق يد رائد الفضاء؛ وجهاز TSUNAMI وهو جهاز لاختبار تكيف الإنسان العصبي العضلي في مختلف مجالات الجاذبية ومختلف عمليات محاكاة انعدام الوزن.

## الشركاء
إن مختبر العلوم الفضائية عضو في مبادرة تكنولوجيا الساتلات الصغيرة (SSTI) التابعة لوكالة ناسا، وبرنامج الألفية الجديدة وبرنامج اختبارات تكنولوجيا محطة الفضاء الدولية.
إلى جانب المختبرات الموجودة في جامعة كارنيغي ميلون وجامعة ستانفورد، يعد مختبر العلوم الفضائية جزءًا من معهد روبوتات الفضاء المتقنة.
كما للمختبر علاقات مع مختبر لينكولن التابع لمعهد ماساتشوستس للتكنولوجيا، ومركز لانغلي البحثي التابع لوكالة ناسا ومختبر الدفع النفاث ومختبر سلاح الجو البحثي، فضلاً عن أقسام الهندسة الكهربائية والميكانيكية في معهد ماساتشوستس للتكنولوجيا وشركات الطيران مثل درابر وتي أر دبليو ولوكهيد مارتن ووكالة الدفاع الصاروخي وهيوز.